# Candlemass (musikalbum)
Candlemass är det åttonde studioalbumet av den svenska doom metal-gruppen Candlemass, utgivet den 3 maj 2005. En video gjordes till öppningsspåret "Black Dwarf".

## Låtlista
Alla låtarna skrivna av Leif Edling.
1. "Black Dwarf" – 5:43
2. "Seven Silver Keys" – 4:59
3. "Assassin of the Light" – 6:29
4. "Copernicus" – 7:17
5. "The Man Who Fell From the Sky" – 3:26
6. "Witches" – 6:22
7. "Born in a Tank" – 4:56
8. "Spellbreaker" – 7:02
9. "The Day And the Night" – 8:52
10. "Mars and Volcanos" – 3:23 (Bonusspår på digipack och dubbelvinyl)

## Medverkande musiker
- Messiah Marcolin - sång
- Mats "Mappe" Björkman - kompgitarr
- Lars Johansson - sologitarrer
- Leif Edling - bas
- Jan Lindh - trummor